# یونیفرم

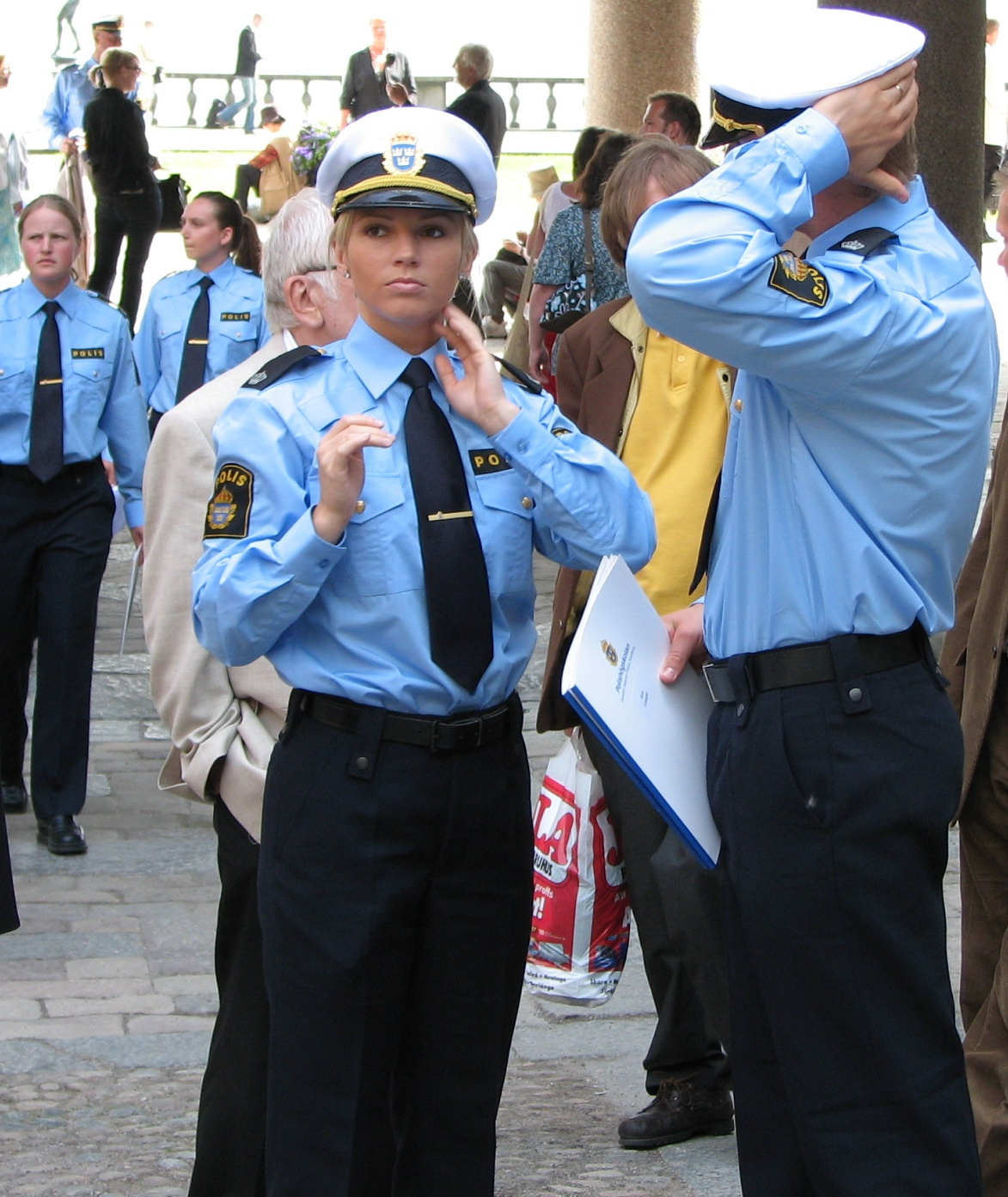
افسران پلیس با پوشاک همسان در سوئد

یونی‌فرم یا پوشاک همسان (به انگلیسی: Uniform) به مجموعه پوشاکی گفته می‌شود که توسط اعضای یک نهاد استفاده می‌شود. این لباس‌ها همانند هم هستند و باعث بازشناسی آسان‌تر اعضای نهاد توسط خود آنان یا توسط دیگران می‌شود. سابقاً پوشش همسان شاگردان مدارس، روپوش نامیده می‌شد و هنوز هم در زبان فارسی کلمه روپوش در مناسبات خاصی با یونیفرم هم‌معنی است. امروزه بسیاری از نهادها برای راحتی کار خود، رعایت نظم، مسایل بهداشتی و بهداشت کار یا الزامات قانونی از لباس همسان استفاده می‌کنند. استفاده‌کنندگان اصلی از لباس همسان گروه‌هایی مانند زندانیان، نظامیان و ارتشیان، نیروهای امدادی و آتش‌نشانان، درمانگران و پزشکان، نیروهای امنیتی و پلیس، دانش‌آموزان، بازیکنان تیم‌های ورزشی، کارگران و کارکنان کارخانه‌ها و مناطق صنعتی، معدنی و ساختمانی، و حتی کارمندان برخی از شرکت‌ها هستند.

## بر پایه کشور

### ایران
در ایران، در سال ۱۳۰۷ قانون «متحدالشکل نمودن البسه اتباع ایران در داخله مملکت» به تصویب رسید و در سال ۱۳۵۸ لغو شد.

## نگارخانه

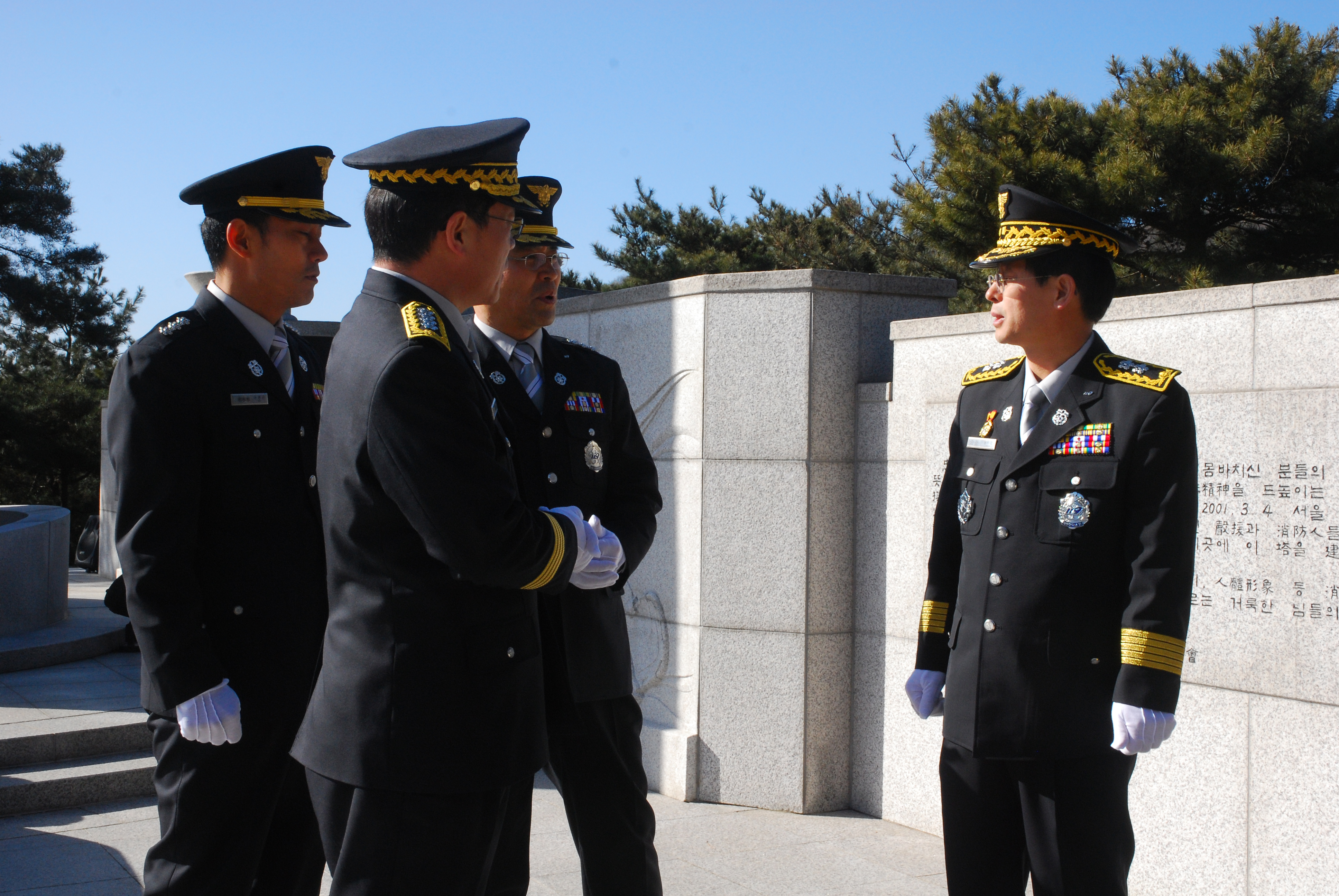
لباس متحدالشکل آتش نشانی در کره جنوبی
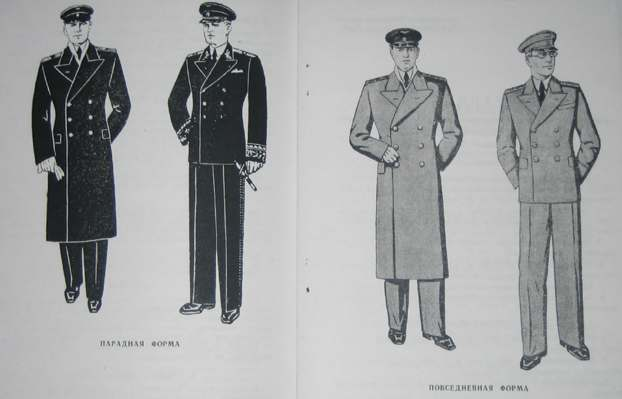
لباس دیپلماتیک شوروی در ۱۹۴۳
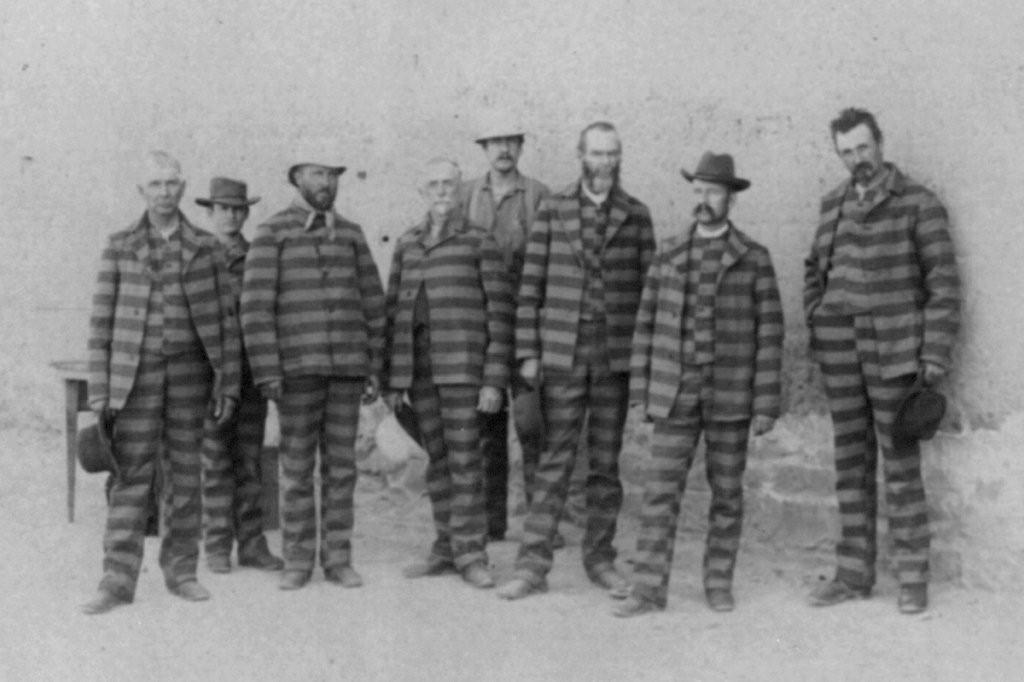
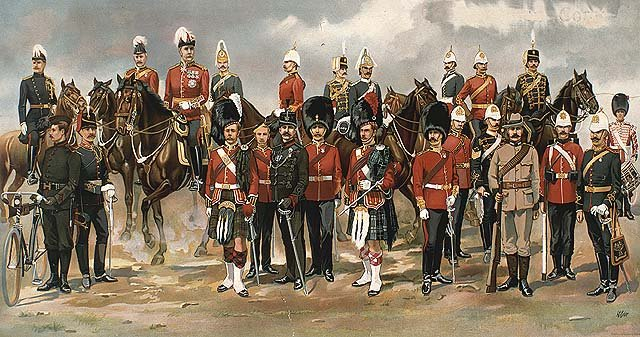